# Saint-Léonard (Nuevo Brunswick)
Saint-Léonard es una parroquia canadiense situada en la provincia de Nuevo Brunswick.

## Superficie
Saint-Léonard tiene una superficie de 344,85 km².

## Demografía
En 2021, tenía 858 habitantes, una densidad poblacional de 2,5 hab./km², y 380 viviendas.